# 山彦橋
山彦橋（やまびこばし）は、富山県黒部市の黒部川に架かる、1924年に竣工し1987年まで黒部峡谷鉄道の鉄道橋として使用されたアーチ橋である。本項では、1986年に完成した新山彦橋についてもあわせて述べる。
黒部峡谷鉄道は、宇奈月駅を出発すると間もなく桁下高約40mの新山彦橋で黒部川を渡る。同線に16基ある橋梁のうち最も起点寄りに位置し、新線切り替え以前の山彦橋は、日本初の鉄道用バランストスパンドレルブレーストアーチ橋であった。建設時の名称は黒部橋であったが、列車の音が山彦のように温泉街に響くことからいつしか「山彦橋」と呼ばれるようになった。宇奈月ダム工事のため線路の移設が必要になり、1986年に新山彦橋が竣工。1988年より新線に切り替えられ、山彦橋と旧線のトンネルは2001年以降自治体（現在の黒部市）所有となり、宇奈月駅から宇奈月ダムへ至る約1.7Kmのやまびこ遊歩道として同年4月26日に一般開放された。峡谷に並んで架かる新旧2本の赤いアーチ橋は、宇奈月温泉郷のランドマークとなっている。音楽イベント『宇奈月モーツァルト』の会場としても活用されている。
2025年（令和7年）7月18日、文化審議会が旧山彦橋を登録有形文化財（建造物）とするよう文部科学相に答申した。

## 歴史
高峰譲吉らがアルミニウムの製錬事業を目指して1919年（大正8年）に設立した東洋アルミナム株式会社は、製錬に要する大量の電力を黒部川の水利による水力発電に求めた。別の業者からの出願もあり獲得競争となったが、1920年に東洋アルミナムに対し猿飛から柳川原にかけての水利権の許可が下りる。1921年に東洋アルミナムは黒部鉄道を設立し、工事資材運搬用鉄道の建設を行う。この事業に先立ち、1917年に逓信省からヘッドハントした山田胖は、現地調査で黒部川が年間を通じて水量豊富で水力発電に適していることを確認するとともに、黒薙に温泉が湧いていることを知り、電源開発の基地である桃原まで引きこめば一般の乗客により鉄道の経営が安定すると考え、1922年には黒薙温泉の権利や桃原の土地を取得した。1922年7月に高峰が死去すると、共同で代表を務めていた塩原又策はアルミ事業を断念し、東洋アルミナムの全株式を日本電力に譲渡した。
黒薙二見と猫又（黒部川第二発電所付近）から柳川原発電所（柳橋駅付近。宇奈月ダム建設のためダム湖に水没し、現存しない。）までの水路建設にあたり、建設資材や作業員の輸送のため専用鉄道の敷設の必要が生じた。黒部川を横断する橋の予定地付近には大阪営林局が1903年ないし1904年頃に架けた林道の古い吊橋があり、温泉客などが利用していたが老朽化が進み、鉄道橋の架橋資材の運搬に使える状態ではなかった。
1923年8月に大阪市の日本橋梁と鋼材の製作の契約を締結。10月中頃に工場を出荷し、11月より現地の建設工事に着手する予定であったが、橋梁会社は材料の調達に難航した。さらに基礎地盤に不確実な箇所が発見されたことも、工事の遅れの要因となった。1年のうち3か月は厳寒期に当たるこの地では、冬季には積雪が大きいことに加え、凍結による作業上の危険や、外気温の低下により鉸鋲（リベットの焼き締め）に支障をきたすことから工事が可能な期間が限られる。3度の予定変更、さらに北陸本線の貨車の配給難のため陸送ができず、大阪木津川から伏木港まで船舶で運び、そこから貨車に積み替えて宇奈月まで運んだため運搬に時間を要したこともあり、資材がすべて到着したのは1924年2月であった。組立作業は4月16日に着工。支保工を組まずに架設するカンチレバー方式で建設するため、両岸から組み立てて中央部で結合する必要がある。左岸は宇奈月駅から現場まで資材運搬用の仮設の軽便線を敷設。ワイヤーと曳き綱で右岸の資材置き場に運び、両岸にはデリックを設けた。橋梁の組み立ては5月19日に完了し、仮締めボルトの締め直しやフィラー材の挿入、鉸鋲用足場の架設などを5月31日までに実施した。6月1日より15,800本の鉸鋲作業を開始したが、職人の工賃問題に起因する怠業や、300間あまり上流から鉸鋲用圧縮空気を送り込む送気管がトンネル工事の発破で破損するなどの問題に見舞われた。延べ人数で鳶職530人、鍛冶師356人、人夫220人が作業に当たり、足場から墜落して重傷を負ったもの2名、炎暑の中の作業で体調を崩す者も出た。総工費は当時の金額で86,248.500円を要し、1924年に竣工した。
1926年（大正15年）、宇奈月駅－猫又駅間で日本電力による資材運搬用鉄道として運行開始した。事業者は1941年に日本発送電、1951年には関西電力に移り、1971年からは関西電力のグループ会社の黒部峡谷鉄道が観光用トロッコ電車を運行している。
1979年に上流部に宇奈月ダムが着工され、宇奈月駅と柳橋駅の間は1981年より建設省により新線への付け替え工事が行われた。新山彦橋は三菱重工業により建設され、1986年9月に完成し同年9月20日に渡り初めが行われた（遊歩道も併設）。1988年に新線に切り替えられた。
旧橋は取り壊しも検討されたが、耐久診断で『歩道橋としてならまだ30年は使える』との結果が出たことから、その後、遊歩道化を経て、現在は黒部市の所有となっている。

## 構造
橋を設計するにあたり径間120フィート2連のトラス橋も検討されたが、橋脚を設ける必要があり、多額の費用を要するうえに美観を損ねるだけでなく、流路を阻害することにより増水時に洪水の危険が生じるおそれもあった。そこで、中央径間228フィートの2鉸式開壁構拱とすることに決定した。
下部構造のペデスタル基礎や橋台はコンクリート造で、岩盤は右岸下流側の弥太蔵谷に面した部分を除き岩盤は強固で、特殊な基礎工は必要としなかった。右岸下流側は堆積土で、橋梁完成後に不等沈下を起こすおそれがあったため強固なコンクリート基礎を構築した。
上部構造は、当初はアラスカ州のハリケーン ガルチ橋に類似した構造の、側径間を約40フィートの鋼桁とする設計であったが、工事の難易度や地形の関係上、ブレーストアーチ各2連を加えて桁径間を廃した

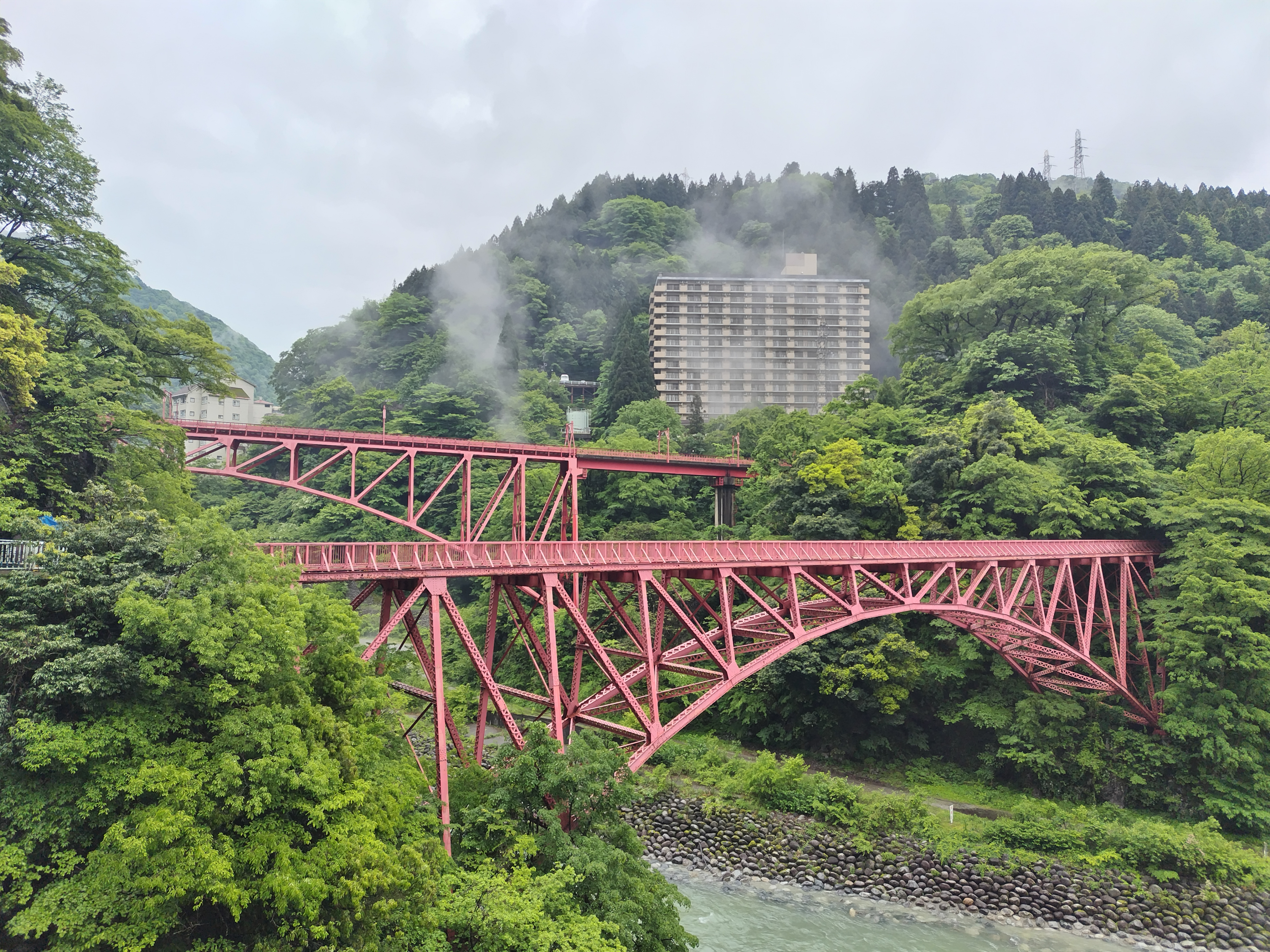
右岸より。手前の山彦橋より、奥の新山彦橋が高所を通っていることが分かる。対岸右手に宇奈月駅と温泉街がある。
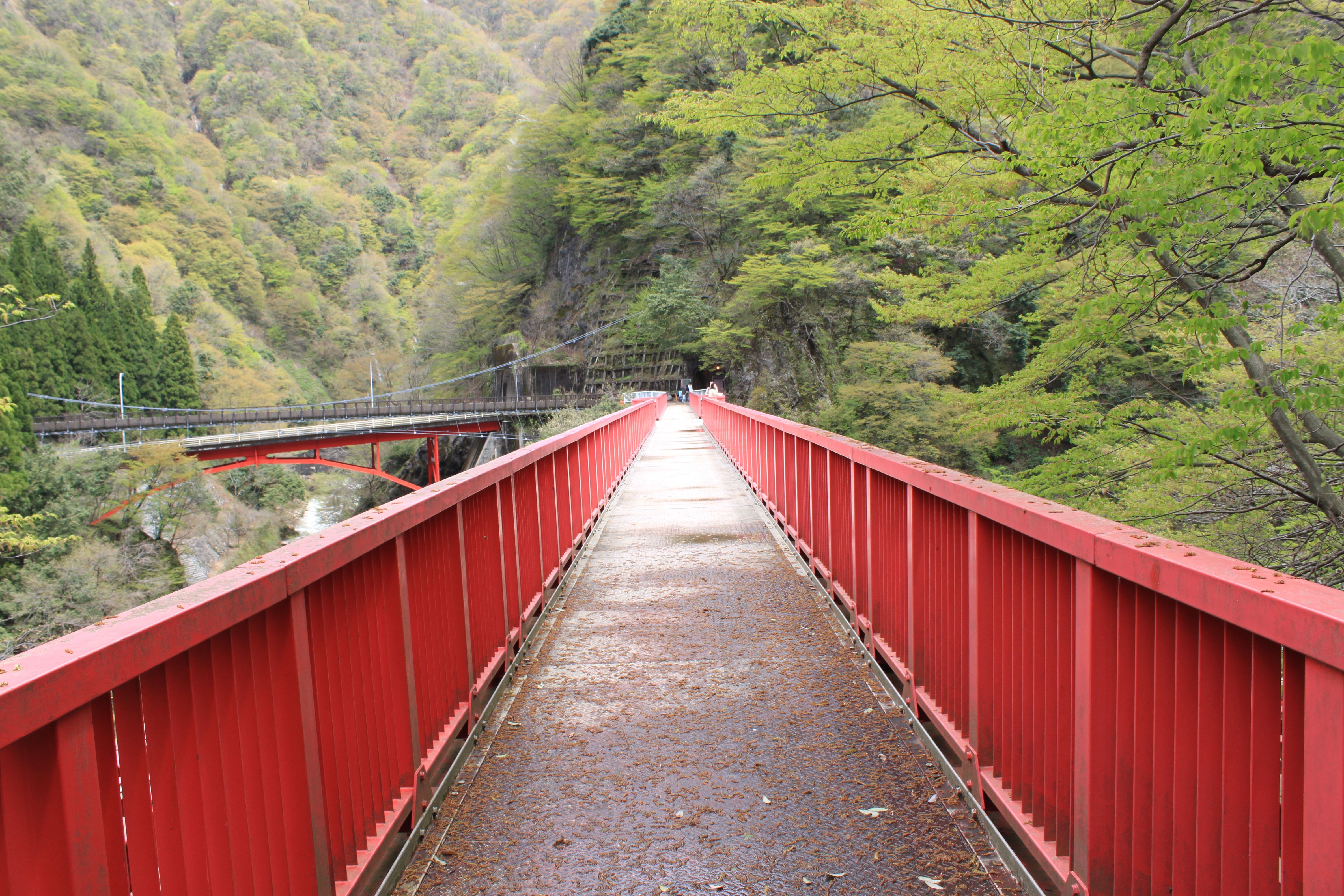
山彦橋の橋上。
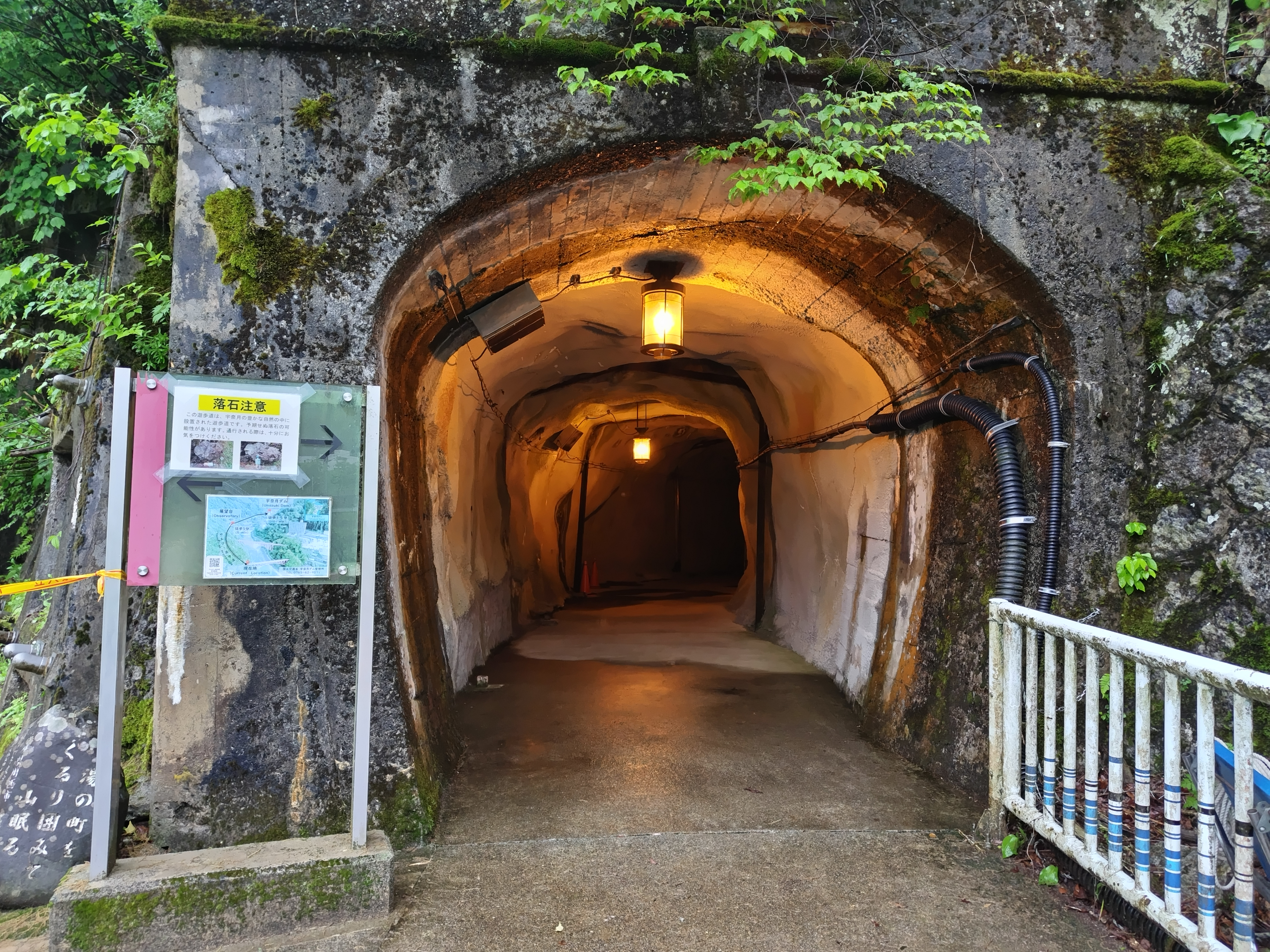
黒部峡谷鉄道旧線跡のやまびこ遊歩道のトンネル。